# Charles Romme
Pour les articles homonymes, voir Romme.
Nicolas-Charles Romme, né à Riom le 8 décembre 1745 et mort à Rochefort, le 13 mars 1805,, est un géomètre-topographe français.

## Biographie
Né à Riom, frère du révolutionnaire Charles-Gilbert Romme et oncle de l'épistolière Miette Tailhand-Romme, élève de Lalande, celui-ci le fait nommer professeur de navigation à Rochefort. Il est nommé en 1778 correspondant de l'Académie des sciences et de l'Académie de marine en 1802.
Charles Romme est considéré comme l'initiateur de l'océanographie. Il publie un Tableau des vents, marées et courants du globe qui donne l'état des connaissances de son époque et est le tout premier traité scientifique de météorologie nautique.

## Œuvres
- Nouvelle méthode pour déterminer les longitudes en mer, 1777
- Description de la mâture, 1778 (lire en ligne)
- Art de la voilure, 1781 (lire en ligne)
- Art de la marine, ou principes et préceptes généraux de l'art de construire et d'armer les vaisseaux, 1787 (lire en ligne)
- Dictionnaire de la marine française, 1792 (lire en ligne)
- Science de l'homme de mer, 1799 (lire en ligne)
- Dictionnaire de la marine anglaise, 2 vol. in-8, 1804 tome 1, tome 2
- Tableau des vents, marées et courants qui ont été observés dans toutes les mers du globe, 1806 tome 1, tome 2)

## Famille
- Charles Romme (1684-1763) marié en secondes noces, en 1745, à Marie Anne Desnier (1714-1800),
  - Nicolas Charles Romme (1745-1795) marié à Marguerite Angélique Piou (1744- ),
    - Maurice Romme (1779-1865), colonel d'artillerie, officier de la Légion d'honneur[4]
    - Marie Henriette Romme (1782- )
    - Victorine Romme (1785- )

  - Jean-François Romme (1747-1815), curé
  - Antoinette Romme(1748-1831) mariée à Jean Baptiste Bathiat (vers 1740-1799), médecin,
  - Charles-Gilbert Romme (1750-1795) marié à Marie Madeleine Chaulin,
    - Marie Anne Philippe Romme (1795-1812)

  - Anne Marie Romme (1751-1798) mariée en 1769 à Gilbert Tailhand (1741-1807), procureur,
    - Jean Baptiste Tailhand (1771-1849), avocat
    - Marie-Jeanne Tailhand (1773-1858), dite Miette Tailhand-Romme[5], mariée en 1797 avec à Jean Vauzelle (1768-1813), propriétaire.
    - Charles-Nicolas Tailhand (1777-1783)

## Distinction
- Chevalier de la Légion d'honneur[6].